# Ugab
Der Ugab (Khoekhoegowab ǃUǂgabKlicklaut) ist ein ephemerer (zeitweilig wasserführender) Fluss in Namibia, der zwischen den Orten Otjiwarongo und Outjo entspringt. Mit seinen Quellflüssen hat er eine Länge von 450 Kilometern und mündet bei Ugabmund (Ugabmouth, Ugabmond) in den Südatlantik.

## Hydrologie

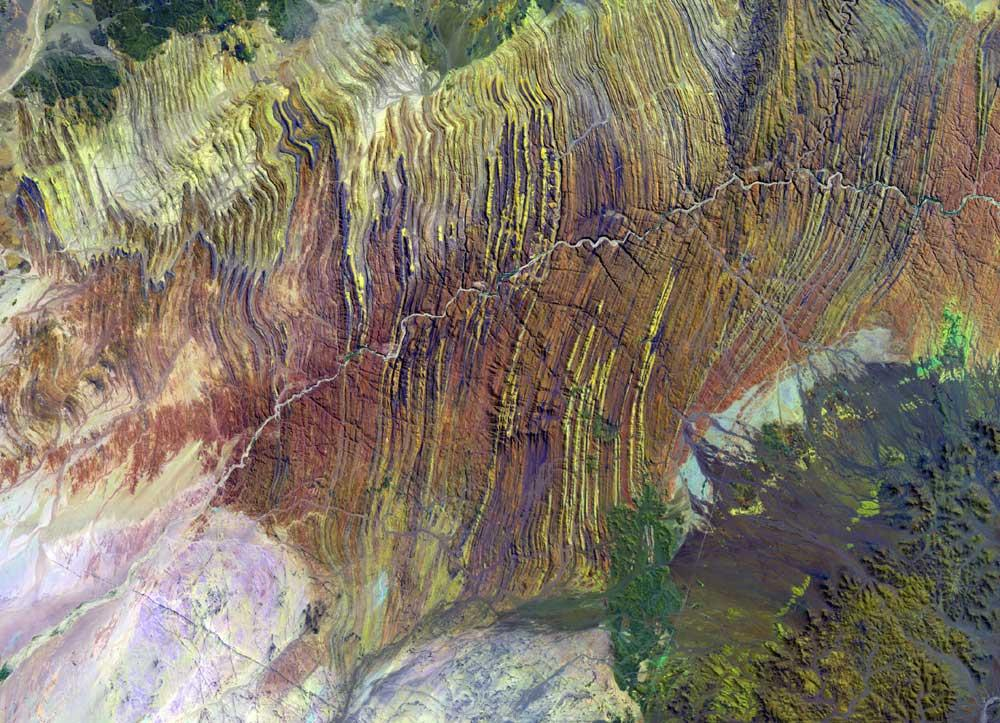
Falschfarben-Satellitenaufnahme der Region am „Unterlauf“ des Ugab. Das auffällig in Nord-Süd-Richtung „gestreift“ erscheinende Gebiet ist eine Hügellandschaft in eng gefalteten Meta-Sedimentgesteinen des späten Präkambriums und frühen Kambriums (siehe Zerrissene Turbidite System)

Der Ugab gehört zur nördlichen Namib-Wasserregion. Sein Einzugsgebiet umfasst 29.355 km² und erstreckt sich von der Mündung in den Atlantik 200 Kilometer nördlich von Swakopmund landeinwärts über Outjo und Otjiwarongo bis nach Otavi. Die jährlichen Niederschläge sind sporadisch und unregelmäßig und treten überwiegend während der Regenzeit im Sommer auf. Die Niederschlagsmenge nimmt von der Küste mit unter 50 mm/a landeinwärts kontinuierlich zu und erreicht im Oberlauf des Ugab bis zu 530 mm/a. Etwa in der Hälfte des Einzugsgebietes fallen jährlich über 300 Millimeter. Starke Niederschläge im östlichen oberen Einzugsgebiet führen zum „Abkommen“ des Ugab, der dann über mehrere Tage erheblich Wasser führen kann. Charakteristisch ist dabei die Abnahme der Wassermenge im Unterlauf durch Infiltration in den sandigen Untergrund, so dass der Ugab nur selten die Küste erreicht. Nach der Flut trocknet der Fluss schnell bis auf einzelne Pools und feuchte Senken aus, obwohl zum Teil noch beträchtliche unterirdische Wasserströme nachweisbar sind, so dass sich im Mündungsbereich ein kleines, ganzjähriges Feuchtgebiet findet.

## Vegetation
Die Vegetation des Einzugsgebiets reicht von Wüste (3 %), über Halbwüstenvegetation und Savannen-Übergangszone (17 %), Mopane- (37 %) und Dornbuschsavanne (9 %) bis zur Bergsavanne bzw. Karstveld mit 34 % im oberen Einzugsgebiet. Auffallend und charakteristisch für alle ephemeren Flüsse in der Namib ist auch beim Ugab das mehr oder weniger dichte Band an Galeriewald, das besonders im Unterlauf einen starken Kontrast zur ariden Landschaft der Namib bildet. In der Galerievegetation finden sich überwiegend Kameldorn (Acacia erioloba), Anabaum (Faidherbia albida), Tamariske (Tamarix spec.), aber auch Leadwood (Combretum imberbe), Mopane (Colophospermum mopane) und Salavadora, zum Teil mit dichtem Bestand an großen Bäumen. Als krautige Arten treten unterschiedliche Gräser, Cyperus und Schilf auf. Etwa drei Monate nach einer Flut finden sich in den sonst trockenen Talbereichen zwei bis drei Meter hohe Gräser und Stauden. Die Galeriewälder stellen als lineare Oasen die Lebensgrundlage für Wildbestand und die dort lebenden Menschen dar.

## Nutzung und Besiedlung

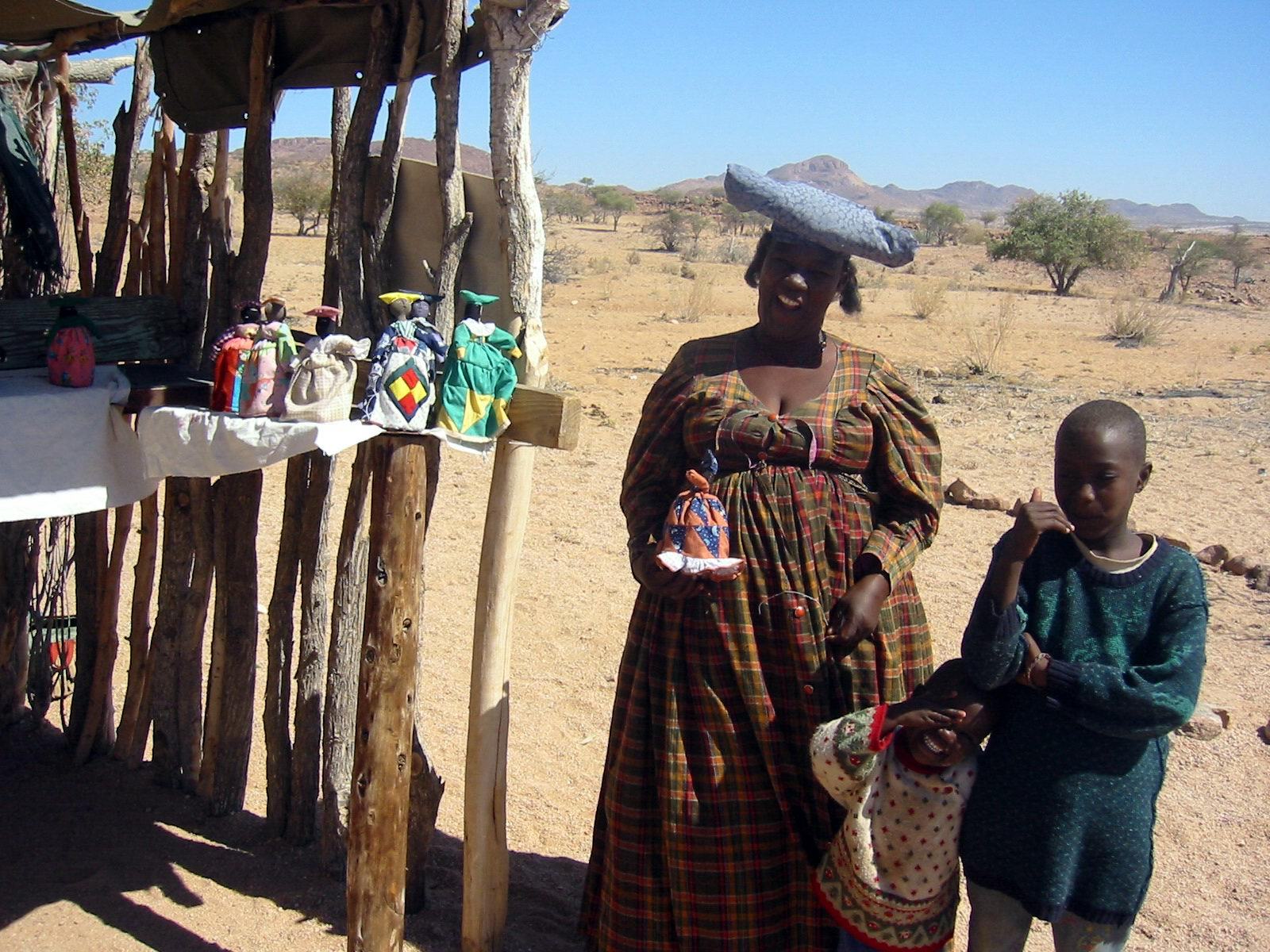
Souvenir-Händlerin im Ugab-Tal

Der Ugab und sein Einzugsgebiet ermöglichen seinen nur 35.000 Bewohnern ein breites Spektrum der Landnutzung. Im Oberlauf findet sich aufgrund der ausreichenden Niederschläge überwiegend Land- und Weidewirtschaft mit etwa 300 kommerziellen Farmen, deren Fläche zusammen etwa 60 Prozent des Einzugsgebiets ausmacht. 38 Prozent des Einzugsgebiets befinden sich als Communal Land in Stammeshand. Im trockenen Unterlauf finden sich nur sehr vereinzelt kleinere, oft temporäre, Ansiedlungen von Wanderhirten, die ihre Tiere entsprechend der Niederschlagssituation zu den ergiebigsten Weideplätzen im Damaraland treiben. Im gesamten Einzugsbereich findet außerdem in überwiegend kleinerem Maßstab Bergbau statt. Darüber hinaus bietet der Ugab ein enormes touristisches Potential, das bisher noch weitgehend unerschlossen ist. Neben den spektakulären geologischen Formationen finden sich heute insbesondere im Unterlauf neben Wüstenelefanten auch wieder das durch den 'Save the Rhino Trust' wieder eingeführte Schwarze Nashorn sowie eine kleinere Zahl freilaufender Löwen, die je nach Niederschlagssituation und Nahrungsangebot zwischen Ugab und den anderen Trockenflüssen des nördlichen Damaralands pendeln.